# Heinrich Bullinger

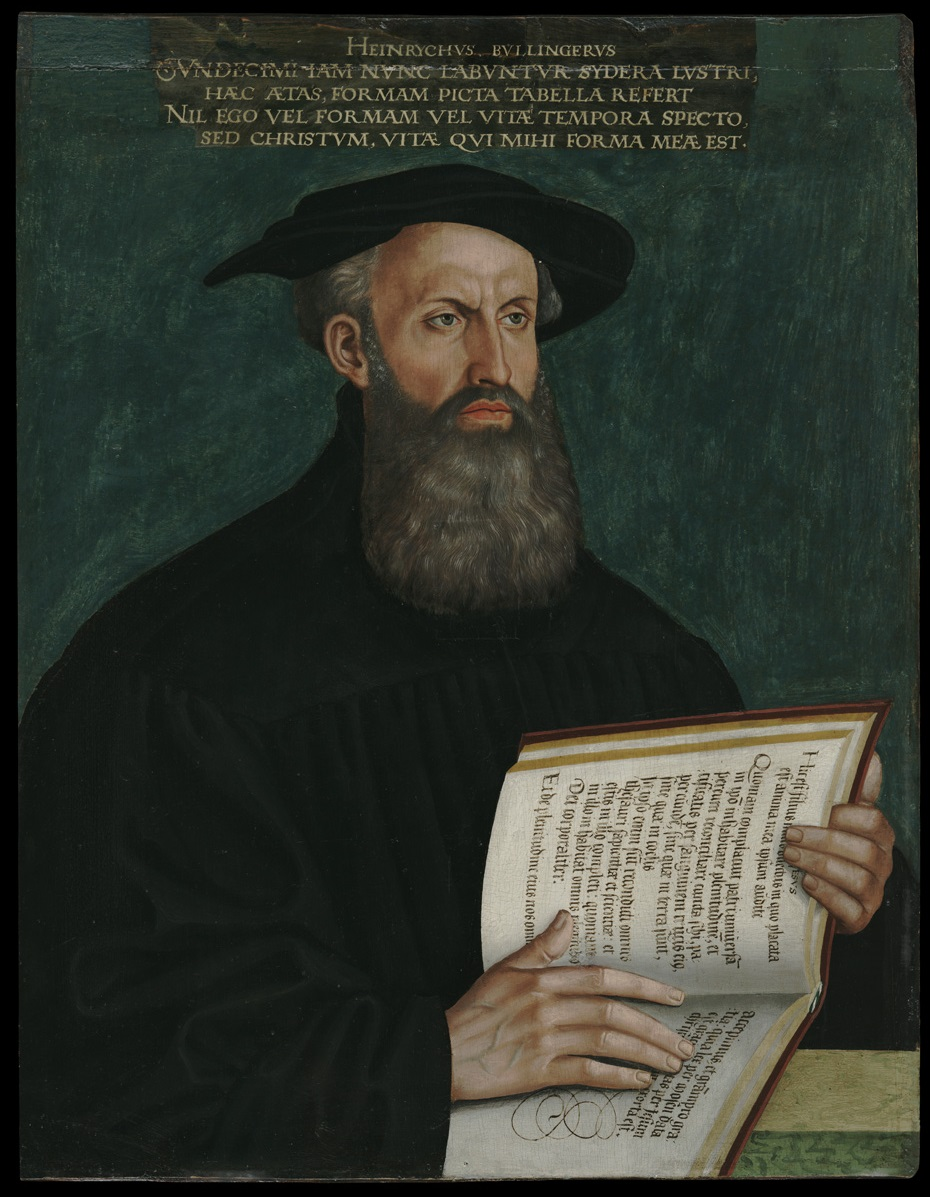
Heinrich Bullinger

Heinrich Bullinger (Bremgarten (Aargau), 18 juli 1504 - Zürich, 17 september 1575) was een Zwitserse, protestantse theoloog en reformator. 
Hij was de opvolger van Huldrych Zwingli als hoofd van de kerk van de stad Zürich. Bullinger was een minder controversieel persoon dan bijvoorbeeld de meer bekende reformatoren als Johannes Calvijn en Maarten Luther. Dat hij een grote rol speelde in de Reformatie bleek pas later. Uit recent onderzoek is namelijk gebleken dat hij een van de bekendste theologen van de 16e eeuw was.
Bullinger was (mede) opsteller van de Eerste en de Twee Helvetische geloofsbelijdenis.
- Biblioteca Nacional de España: XX868716
- Bibliothèque nationale de France: cb12029437g (data)
- Biografisch Portaal: 19699664
- CiNii: DA01883291
- Gemeinsame Normdatei: 118517384
- Historisch woordenboek van Zwitserland: 010443
- International Standard Name Identifier: 0000 0001 0903 6374
- Library of Congress Control Number: n80045117
- Historical Dictionary of Switzerland#Lexicon_Istoric_Retic: 427
- Nationale Bibliotheek van Tsjechië: skuk0001895
- Nationale bibliotheek van Australië: 35023590
- Nationale Bibliotheek van Israël: 987007298734805171
- Nationale Bibliotheek van Polen: a0000001979134
- Nederlandse Thesaurus van Auteursnamen: 06933062X
- Istituto Centrale per il Catalogo Unico: CFIV068729
- LIBRIS: 179657
- SNAC: w6np2cnf
- Système universitaire de documentation: 028463374
- Theaterlexikon der Schweiz: Heinrich_Bullinger
- Trove: 797523
- Virtual International Authority File: 56624475
- WorldCat: E39PBJf48rXRVDfXF3D63rgVG3